# ZAP (Fahrzeughersteller)
ZAP ist ein Hersteller von Elektroautos, Elektrorollern, Elektrofahrrädern und Elektro-Quads in den Vereinigten Staaten mit Sitz in Santa Rosa. Dabei steht ZAP für Zero Air Pollution (auf Deutsch etwa Keine Luftverschmutzung).  Das Unternehmen ist börsennotiert.
Mit der Mehrheitsbeteiligung an Zhejiang Jonway Automobile wurde berichtet, dass ZAP seinen Namen in Zap Jonway geändert habe. Laut einem Dokument aus dem Jahr 2016 soll das Unternehmen ZAP allerdings unabhängig geblieben sein, während Jonway Teil des Konsolidierungskreises wurde.
Der aktuelle Status des Unternehmens ist unklar. Die Website des Unternehmens war zuletzt Mitte 2017 erreichbar.

## Geschichte
ZAP wurde 1994 gegründet. Im Jahr 1997 erfand ZAP den Zappy, einen kleinen Elektroroller, von dem im Folgejahr durch prominente Produktplatzierung 2000 Exemplare abgesetzt werden konnten. Durch schlechtes Management fiel der Aktienkurs zwischen Dezember 1999 und April 2000 von 13 auf 5,50 US-Dollar. Aufgrund sinkender Umsätze und Aktienkurse (der bis auf 21 US-Cent abstürzte) trat ZAP im März 2002 in ein Insolvenzverfahren ein, das im Juli desselben Jahres abgeschlossen wurde.
Im Jahr 2005 gab ZAP 76.500 Exemplare des Smart bei DaimlerChrysler in Auftrag, um diese in Elektrofahrzeuge umzubauen. Da DaimlerChrysler kein Vertrauen in die Versprechungen des Unternehmens hatte, nahm es diesen Auftrag nicht an. Daraufhin verklagte ZAP den deutschen Konzern wegen unlauteren Wettbewerbs. Diese Klage wurde 2006 abgewiesen.
Ebenso kündigte ZAP im Jahr 2005 eine Markteinführung des brasilianischen Obvio für 2007  an, die mutmaßlich nie erfolgte. Im Jahr 2007 gründete ZAP in Zusammenarbeit mit dem chinesischen Hersteller Shandong Jindalu Vehicle das Joint Venture Dezhou Fulu Vehicle.
Im Jahr 2008 wurden die Fahrzeuge von ZAP als Vaporware bezeichnet.
Im Januar 2011 beteiligte sich ZAP zu 51 Prozent am chinesischen Automobilhersteller Zhejiang Jonway Automobile und soll seinen Namen in Zap Jonway geändert haben.

## Modelle

### ZAP Xebra

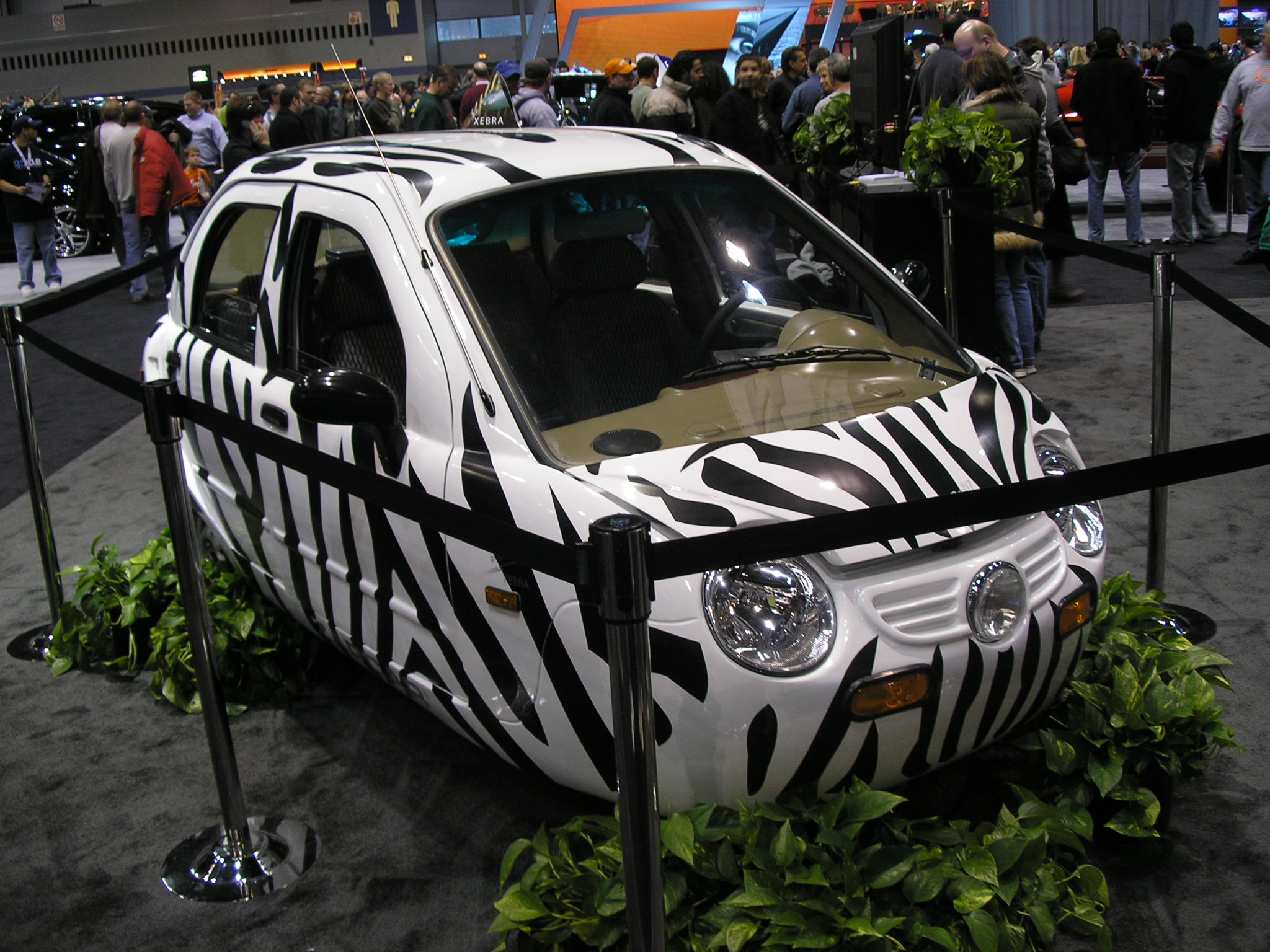
ZAP Xebra Limousine 2007 auf der Chicago Auto Show

Der Xebra war ein Dreirad, das als viertürige Limousine und als zweitüriger Kleinlieferwagen hergestellt wurde. Laut Herstellerangaben sollte er eine Geschwindigkeit von rund 65 km/h bei einer Reichweite von rund 65 Kilometern erreichen. Testberichte führen dagegen eine Reichweite von nur 27 Kilometern an. Bemängelt wurde zudem eine erhöhte Reparaturanfälligkeit. Im US-Bundesstaat Massachusetts konnte das Fahrzeug zunächst nicht zugelassen werden.
Die Lieferwagenversion wurde auch als Zaptruck bezeichnet.
Laut einer eigenen Pressemitteilung aus dem Jahr 2008 war das Fahrzeug auch für Großbritannien zugelassen. Nach eigenen Angaben wurde das Modell bis 2011 verkauft.
Im Jahr 2013 wurde ZAP gerichtlich gezwungen, 691 Fahrzeuge des Modelljahrs 2008, die von der Qingqi Group Motorcycle hergestellt worden waren, aufgrund unzureichender Bremsen zurückzurufen und zu verschrotten.

### Alias und ZAP-X
Der ZAP Alias war ein dreirädriges Fahrzeugmodell mit Elektroantrieb (zwei Räder vorne, eines hinten) und sollte eine Reichweite von über 160 km mit einer Akkuladung und eine Spitzengeschwindigkeit von ca. 160 km/h haben.
In Zusammenarbeit mit Lotus Design entwickelte ZAP das viertürige Crossover Sport Utility Vehicle ZAP-X. Die Markteinführung dieses Modells wurde 2007 angezweifelt. Es ist unklar und zweifelhaft, ob eines dieser beiden Modellen jemals in Serie hergestellt wurde.

### ZAPTRUCK

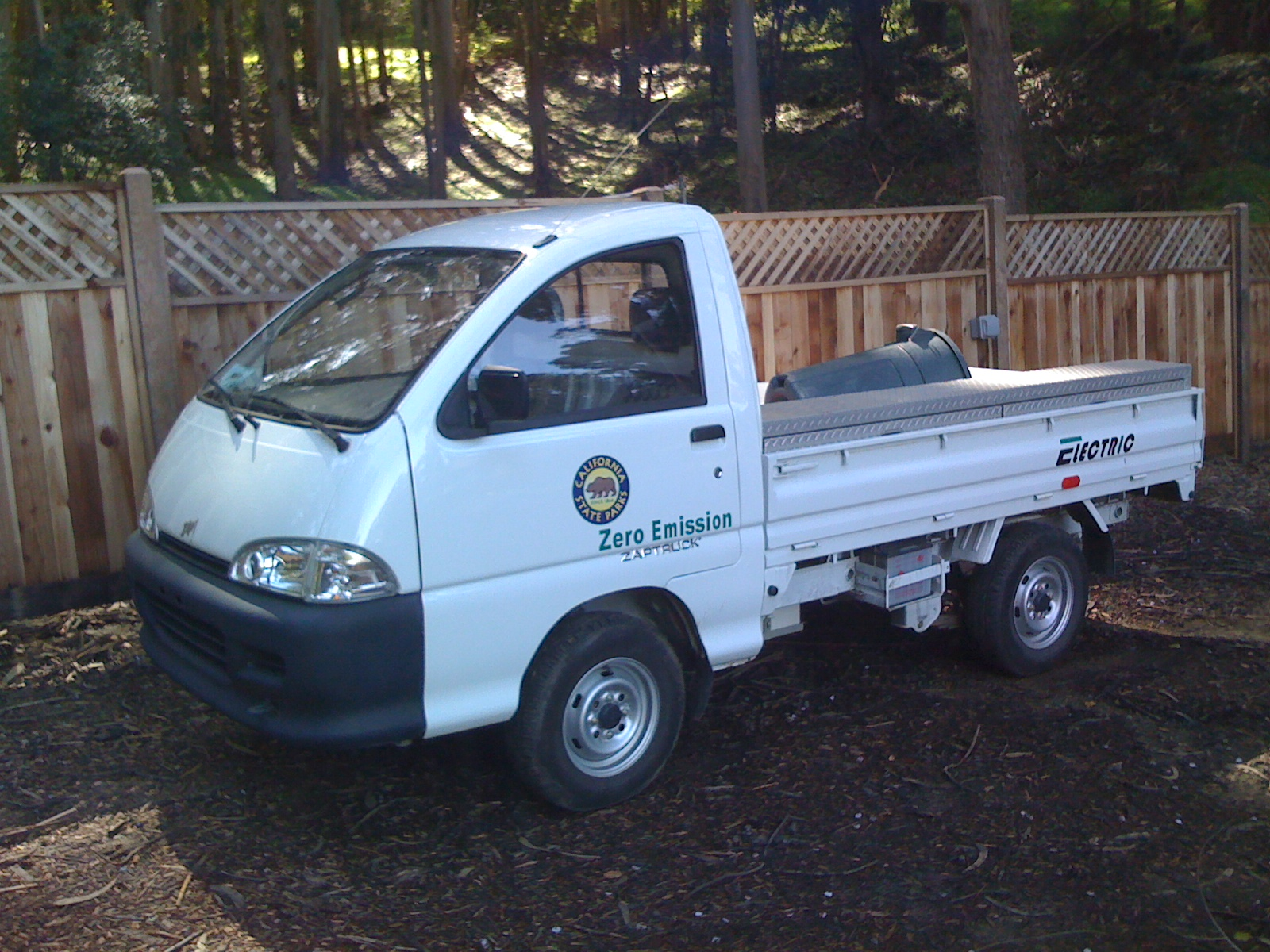
ZAPTRUCK XL

Unter der Bezeichnung ZAPTRUCK XL wurde ein vierrädriger kleiner Lieferwagen hergestellt. Hergestellt wurde das Fahrzeug von Wuling. Er basiert auf dem LZW6370.

### Zap Jonway
Nach 2011 wurden verschiedene Fahrzeuge unter der Marke Zap Jonway vermarktet. Diese wurden laut der letzten archivierten Version der Website nicht in die USA importiert.